# Suzanne Farrell
Suzanne Farrell, pseudonimo di Roberta Sue Ficker (Cincinnati, 16 agosto 1945), è una ballerina statunitense.
Studiò inizialmente presso la scuola di danza della sua città e un seguito alla School of American Ballet del Lincoln Center. Entrata nel New York City Ballet nel 1961, è diventata ballerina solista nel 1965; George Balanchine la considerava sua musa ispiratrice e la volle come interprete di Don Chisciotte (1965), Variations (1966) su musica di Igor' Stravinskij, Jewels (1967) e Slaughter on Tenth Avenue (1968).
Sposò nel 1969 il ballerino Paul Mejia e lasciò improvvisamente la compagnia. Nel 1970 entrò nel Ballet du XXe siècle, fondato da Maurice Béjart per cui realizzò molti ruoli principali tra cui  Nijinski, clown de Dieu nel 1972 e Golestan del 1973. Rientrò a far parte del New York City Ballet nel 1975 prendendo parte, come prima ballerina, a prime assolute fra cui Tzigane (1975) e Union Jack (1976) di Balanchine. Nel 2000 fondò il Suzanne Farrell Ballet.